# اولی تومیک
اولی تومیک (استونیایی: Olli Toomik؛ زادهٔ ۱ ژانویهٔ ۱۹۳۸) سیاستمدار و نماینده سابق مجلس اهل استونی است.